# Babenhausen (Hesse)
Pour les articles homonymes, voir Babenhausen.
Babenhausen est une municipalité allemande située dans le land de la Hesse et l'arrondissement de Darmstadt-Dieburg.

## Quartiers
Les quartiers de la municipalité sont les suivants
- Babenhausen (centre-ville)
- Harpertshausen
- Harreshausen
- Hergershausen
- Langstadt
- Sickenhofen

## Histoire
| Appartenances historiques Seigneurie de Hanau 1236–1429 Comté de Hanau 1429–1458 Comté de Hanau-Münzenberg 1458–1642 Comté de Hanau-Lichtenberg 1642–1736 Landgraviat de Hesse-Cassel 1736–1803 Principauté de Hanau 1803–1810 Grand-duché de Hesse 1810–1918 République de Weimar 1918–1933 Reich allemand 1933–1945 Allemagne occupée 1945–1949 Allemagne 1949–présent |

## Personnalités
Résidence de certains des comtes de Hanau-Lichtenberg, elle vit ainsi en 1514 la naissance du comte Philippe IV de Hanau-Lichtenberg.
La guitariste Julia Lange est née tout près de Babenhausen.

## Monument
- Église Saint-Nicolas  de style gothique.